# عقد 1450 هـ
عقد 1450 هـ هو الفترة بين عام 1450 إلى 1459 في التقويم الهجري، أي العشر سنوات السادسة من القرن الخامس عشر الهجري.